# 환상연가 (드라마)
《환상연가》는 2024년 1월 2일부터 2024년 2월 27일까지 방송되었던 KBS 2TV 월화 드라마였다.

## 기획 의도
상반된 두 인격을 가진 남자와 그 남자를 사랑한 여자, 풋풋한 사랑과 지독한 집착을 넘나드는 판타지 사극 로맨스

## 제작진

### 제작사
- 몬스터유니온
- 판타지오

### 극본
- 윤경아 : KBS 2TV 월화 드라마 《공부의 신》(집필), KBS 2TV 월화 드라마 《브레인》(집필), MBC 수목 드라마 《메디컬 탑팀》(집필), KBS 2TV 주말 드라마 《부탁해요, 엄마》(집필), KBS 2TV 월화 드라마 《완벽한 아내》(집필), JTBC 월화 드라마 《열여덟의 순간》(집필), KBS 2TV 주말 드라마 《오! 삼광빌라!》(집필), KBS 2TV KBS 드라마 스페셜 《고백하지 않은 이유》(집필) 집필

### 연출
- 이정섭 : KBS 1TV 일일 드라마 《어여쁜 당신》(공동 연출), KBS 2TV 수목 드라마 《경성스캔들》(공동 기획), KBS 2TV 수목 드라마 《쾌도 홍길동》(공동 연출), KBS 2TV 수목 드라마 《전설의 고향 - 오구도령》(연출), KBS 2TV 주말 드라마 《내 사랑 금지옥엽》(공동 연출), KBS 2TV 월화 드라마 《천하무적 이평강》(공동 연출), KBS 2TV 수목 드라마 《제빵왕 김탁구》(공동 연출), KBS 2TV 수목 드라마 《영광의 재인》(공동 연출), KBS 2TV KBS 드라마 스페셜 《칼잡이 이발사》(연출), KBS 2TV 수목 드라마 《7일의 왕비》(연출), KBS 2TV 수목 드라마 《단, 하나의 사랑》(연출), KBS 2TV 수목 드라마 《달리와 감자탕》(연출) 연출

## 등장 인물

### 주요 인물
- 박지훈 : 사조 현 역 - 태자의 본래 인격, 사조 승의 아들. 채련의 남편.
- 박지훈 : 악희 역 - 태자의 두 번째 인격, 연월의 정인.
- 홍예지 : 연월 역 - 계라, 은효비. 멸문지화한 연씨 왕조의 유일한 후손이자, 연풍학 장군의 외동딸. 사조 현의 후궁.
- 황희 : 사조 융 역 - 대군, 사조 승의 서자이자 사조 현의 배다른 형...?으로 알려져 있다. 따뜻한 감성으로 사람들을 끌어당기는 궁궐 대표 스윗 가이.
- 지우 : 금화 역 - 황후, 진채련. 사조 현의 정실부인이자, 대상서 진무달의 딸. 사조 승과 청명비의 며느리.
- 김태우 : 사조 승 역 - 아사태의 왕, 사조 융과 사조 현의 아버지. 청명비의 남편. 채련과 연월의 시아버지. 연풍학의 사돈.
- 우희진 : 청명비 역 - 사조 승의 후궁, 사조 융의 어머니. 사조 현의 의붓어머니. 채련과 연월의 시어머니. 은미소의 사돈.
- 강신일 : 진무달 역 - 대상서, 채련의 아버지. 사조 현의 장인. 사조 승과 청명비의 사돈.
- 황석정 : 충타 역 - 다양한 인격을 지닌 신비로운 무당, 계산적인 야망가 남충타와 색욕이 가득한 사랑꾼 여충타가 주로 발현된다.

### 사조 현의 사람들
- 우현 : 능 내관 역 - 사조 현의 최측근 내관, 사조 현의 편에서 악희를 경계한다. 팩폭은 취미, 디스가 특기인 힙합 꼰대.
- 한은성 : 지전서 역 - 지무관, 사조 현의 호위무사. 관직이 없어 무관. 지무관으로 불린다.

### 연월의 사람들
- 김동원 : 양재이 역 - 자객 집단 바람칼의 수장, 과거 연씨 가문의 가신으로 어린 연월을 천하무적의 자객으로 길러냈다.
- 이주안 : 하랑 역 - 바람칼 단원, 바람칼의 분위기 메이커이자, 없어선 안 될 중요한 인적 자원이다.
- 신기환 : 홍군 역 - 은효전의 궁녀, 연월의 일거수일투족을 함께하는 좋게 말하면 발랄, 나쁘게 말하면 산만한 궁녀다.
- 오지호 : 연풍학 역 - 연월의 아버지, 미소의 남편. 연씨 왕조의 후손이자, 백성들에게 존경받는 장군.
- 최윤영 : 은미소 역 - 연월의 어머니, 연풍학의 아내.

### 조정 사람들
- 유형관 : 재무상서 역 - 해창, 병관, 형판 상서와 함께 사조 융을 따르는 조정 신료.
- 김경룡 : 형판상서 역 - 범천, 병관, 재무상서와 함께 사조 융을 따르는 조정 신료.
- 이관훈 : 병관상서 역 - 목마지, 형판, 재무상서와 함께 사조 융을 따르던 조정 신료.

### 그 외 사람들
- 조한준 : 기출 역 - 사조 융의 부하, 사조 융이 시키는 일이라면 무엇이든 하는 세뇌에 가까운 충성심을 지녔다.
- 문유빈 : 노리사 역 - 금화전 궁녀, 취미는 엿보기, 특기는 엿듣기? 눈치가 빠르고, 소식은 더욱 빠르다. 금화의 곁에 머물며 그녀의 눈과 귀가 되어준다.
- 서광재 : 정 의관 역 - 청명비의 숙부.

### 기타 인물
- 조아인 : 느루 역
- 민선홍 : 황가론 역

## OST

### Part 1
| #            | 제목                   | 작사         | 작곡         | 아티스트     | 재생 시간 |
| ------------ | ---------------------- | ------------ | ------------ | ------------ | --------- |
| 1.           | 〈Never Lost〉         | 김민         | 김민         | 김예지       | 3:32      |
| 2.           | 〈Never Lost〉 (Inst.) |              | 김민         |              | 3:32      |
| 총 재생 시간 | 총 재생 시간           | 총 재생 시간 | 총 재생 시간 | 총 재생 시간 | 7:04      |

### Part 2
| #            | 제목             | 작사         | 작곡         | 아티스트     | 재생 시간 |
| ------------ | ---------------- | ------------ | ------------ | ------------ | --------- |
| 1.           | 〈월하〉         | Snnny        | Snnny        | 소향         | 4:02      |
| 2.           | 〈월하〉 (Inst.) |              | Snnny        |              | 4:02      |
| 총 재생 시간 | 총 재생 시간     | 총 재생 시간 | 총 재생 시간 | 총 재생 시간 | 8:04      |

### Part 3
| #            | 제목                    | 작사            | 작곡               | 아티스트     | 재생 시간 |
| ------------ | ----------------------- | --------------- | ------------------ | ------------ | --------- |
| 1.           | 〈나는 너니까〉         | Lovely E 박아름 | Chaeipapa Lovely E | 클랑         | 4:52      |
| 2.           | 〈나는 너니까〉 (Inst.) |                 | Chaeipapa Lovely E |              | 4:52      |
| 총 재생 시간 | 총 재생 시간            | 총 재생 시간    | 총 재생 시간       | 총 재생 시간 | 9:44      |

## 시청률
최저 시청률과 최고 시청률은 시청률 조사회사와 지역별로 시청률에 차이가 있을 수 있습니다.
| 2024년 | 2024년   | 2024년         | 2024년       |
| 회차   | 방송일   | AGB 시청률     | AGB 시청률   |
| 회차   | 방송일   | 대한민국(전국) | 서울(수도권) |
| ------ | -------- | -------------- | ------------ |
| 제1회  | 1월 2일  | 4.3%           | 4.3%         |
| 제2회  | 1월 8일  | 2.8%           | 3.0%         |
| 제3회  | 1월 9일  | 2.3%           | -            |
| 제4회  | 1월 15일 | 2.4%           | -            |
| 제5회  | 1월 16일 | 2.0%           | -            |
| 제6회  | 1월 22일 | 2.5%           | -            |
| 제7회  | 1월 23일 | 1.8%           | -            |
| 제8회  | 1월 29일 | 2.4%           | 2.4%         |
| 제9회  | 1월 30일 | 1.7%           | -            |
| 제10회 | 2월 5일  | 2.1%           | -            |
| 제11회 | 2월 6일  | 1.7%           | -            |
| 제12회 | 2월 13일 | 1.4%           | -            |
| 제13회 | 2월 19일 | 1.9%           | -            |
| 제14회 | 2월 20일 | 1.9%           | -            |
| 제15회 | 2월 26일 | 2.1%           | -            |
| 제16회 | 2월 27일 | 2.3%           | -            |

## 결방 사유
- 2024년 2월 12일 : 《설 특선영화 교섭》 편성으로 인한 결방.

## 수상 목록
- 2024년 KBS 연기대상 여자 신인상 (홍예지)
- 2024년 KBS 연기대상 미니시리즈 부문 남자 우수상 (박지훈)

## 같이 보기
- 대한민국의 텔레비전 드라마 목록 (ㅎ)
- 2024년 대한민국의 텔레비전 드라마 목록